# سالوا رویز
سالوا رویز (انگلیسی: Salva Ruiz؛ زادهٔ ۱۷ مهٔ ۱۹۹۵) بازیکن فوتبال اهل اسپانیا است.
از باشگاه‌هایی که در آن بازی کرده‌است می‌توان به باشگاه ورزشی تنریف، باشگاه فوتبال گرانادا، و باشگاه فوتبال والنسیا اشاره کرد.
وی همچنین در تیم‌های ملی فوتبال زیر ۱۶ سال اسپانیا، زیر ۱۷ سال اسپانیا، زیر ۱۹ سال اسپانیا، و زیر ۲۰ سال اسپانیا بازی کرده‌است.